# اندالو والتلینو
اندالو والتلینو (به ایتالیایی: Andalo Valtellino) یک سکونتگاه مسکونی در ایتالیا است که در استان سوندریو واقع شده‌است.

## خصوصیات
اندالو والتلینو ۶٫۷ کیلومترمربع مساحت و ۵۵۹ نفر جمعیت دارد.